# Na Górze (Gliśno Wielkie)
Na Górze (dodatkowa nazwa w j. kaszub. Na Górze) –  część wsi Gliśno Wielkie w Polsce, położona w województwie pomorskim, w pow. bytowskim, w gminie Lipnica, na Pojezierzu Bytowskim w regionie Kaszub zwanym Gochami. Wchodzi w skład sołectwa Gliśno Wielkie.
W latach 1975–1998 Na górze administracyjnie należała do województwa słupskiego.